# Dongcheng (Peking)
Dongcheng (Vereenvoudigd Chinees: 东城区, Hanyu pinyin: Dōngchéng Qū, Nederlandse vertaling: Oostelijk Stadsdistrict) is een district van Peking. Met een oppervlakte van 24,7 km² en een inwonertal van 600.000 is het district Dongcheng een van de belangrijkste districten van deze stad. Het omvat onder meer Wangfujing en Dongdan, maar ook het Centraal Station van Peking (Beijing Railway Station), het oostelijk deel van Chang'an Avenue en het noordoostelijk deel van de Tweede ringweg van Peking.
Het is het tweede grootste district in de oude stad (ligt binnen de Tweede ringweg).
Andere belangrijke plaatsen zijn bijvoorbeeld de Verboden Stad, Tian'anmenplein, Zhongshan Park, het Nationaal Museum/Museum van de Chinese Revolutie, Tempel van de Aarde (Ditan Park), om er enkele te noemen.